# Blue Dragon
Blue Dragon is een RPG voor de Xbox 360 die is gebaseerd op de Final Fantasy-serie. Het spel kwam uit in Japan op 7 december 2006 en werd later uitgegeven in Europa en Noord-Amerika in augustus 2007. Mangaka Akira Toriyama ontwierp de karakters.
Het is inmiddels speelbaar op zowel de Xbox 360, Xbox One en Xbox Series X/S.

## Verhaal
De wereld wordt bedreigd door Nene, een slechte man die de wereld wil overheersen. Shu en zijn vrienden gaan de wereld rond om dorpen te helpen die geterroriseerd worden door Nene.